# Bürd
Bürd (mongoliska: Бүрд Сум, Бүрд, Bürd Sum) är ett distrikt i Mongoliet.   Det ligger i provinsen Övörchangaj, i den centrala delen av landet, 260 km väster om huvudstaden Ulaanbaatar.